# Molitev Danila Zatočnika
Molitev Danila Zatočnika (rusko Моление Даниила Заточника) je starorusko književno delo iz 13. stoletja. Napisano je v obliki epistole pereslaveljskemu in pereslavelj-zaleskemu knezu Jaroslavu Vsevolodiču v času med letoma 1213 in 1236, po Istrinovi različici. Avtor rokopisa je bil verjetno v veliki stiski in je prosil kneza za pomoč, ter ga prikazal kot branitelja vseh svojih podanikov. Nekateri ruski raziskovalci obravnavajo Molitev kot prvi poskus staroruskega socialnega in političnega novinarstva. Molitev je napisana v mešanem slogu in je polna navedkov iz svetopisemskih knjig, kronik, ter polna elementov satire, namenjene bojarjem in duhovščini.
Ruski zgodovinarji verjamejo, da Molitev dejansko temelji na predhodno zapisanem delu Beseda Danila Zatočnika (Слово Даниила Заточника) iz 12. stoletja, vendar do danes še vedno ostaja odprto vprašanje o kronologiji in književni povezavi obeh besedil, kakor tudi njuno avtorstvo.